# Château San Giovanni (Finale Ligure)
Le château San Giovanni  est un château d'origine espagnole situé sur la frazione de Finalborgo dans la commune de Finale Ligure en province de Savone.

## Localisation
Situé sur la colline qui domine Finalborgo, il est surplombé par le château Gavone plus ancien.

## Sources
- (it) Cet article est partiellement ou en totalité issu de l’article de Wikipédia en italien intitulé « Castel San Giovanni (Finale Ligure) » (voir la liste des auteurs).